# Orveau-Bellesauve
Orveau-Bellesauve är en kommun i departementet Loiret i regionen Centre-Val de Loire strax norr Frankrikes mitt. Kommunen ligger i kantonen Malesherbes som tillhör arrondissementet Pithiviers. År 2018 hade Orveau-Bellesauve 420 invånare.

## Befolkningsutveckling
Antalet invånare i kommunen Orveau-Bellesauve
| Referens: INSEE |